# 柳樹斯普林 (亞利桑那州)
威洛斯普林（英語：Willow Spring）是位於美國亞利桑那州亞瓦派縣的一個非建制地區。該地的面積和人口皆未知。

## 地理
威洛斯普林的座標為34°40′12″N 112°51′48″W / 34.67000°N 112.86333°W，而該地的平均海拔高度為1464米（即4803英尺）。